# Lammekød
Lammekød og fårekød er kød fra domesticerede får (arterne Ovis aries) af forskellig alder.
Generelt kaldes et får for "lam" det første leveår, og kødet kaldes lammekød. Kødet fra voksne får kaldes fårekød, men sælges nogle gange også som lammekød.
Lammekød er normalt dyrere end fårekød. I Australien bliver termen prime lamb (prima lam) ofte brugt om lam, der er opdrættet som slagtedyr. På flere sydeuropæiske sprog som fransk, spansk og italiensk har man flere specialiserede ord for lamme- og fårekød afhængig af dyrets alder og køn: ordet lechazo bruges på spansk om kød fra lam, der er opfostret med mælk.